# Вихасоо
Ви́хасоо (Вихасо, эст. Vihasoo, устар. Выхосоо, Вигазо) — деревня на севере Эстонии в волости Куусалу уезда Харьюмаа. 

## География и описание
Расположена в северо-восточной части волости, на пересечении автодорог 11286 (Казиспеа—Илумяэ) и 17210 (Вызу—Котка), на южном берегу залива Эру (Эру-Лахт). Расстояние до Таллина — 68,5 км. Высота над уровнем моря — 13 метров.  На территории деревни находится устье реки Лообу. Вся деревня расположена в пределах национального парка Лахемаа.
Климат умеренный. Официальный язык — эстонский. Почтовый индекс — 74703.

## Население
По данным переписи населения 2021 года, в Вихасоо проживали 208 человек, из них 183 (88,0 %) — эстонцы..
В 2000 году население деревни составляло 238 человек (126 мужчин и 112 женщин).
Численность населения деревни Вихасоо по данным переписей населения:
| Год  | 1959 | 1970  | 1979  | 1989  | 2000  | 2011  | 2021  |
| ---- | ---- | ----- | ----- | ----- | ----- | ----- | ----- |
| Чел. | 159  | ↗ 174 | ↗ 213 | ↗ 324 | ↘ 238 | ↘ 211 | ↘ 208 |

## История
Деревня впервые упомянута в 1586 году как Wehas, в источниках 1630–1631 годов упоминается как Wihaso. В 1913 году на немецком языке упоминается как Wigaso. На местном наречии называется также Вихасу (Vihasu). 
В советское время в деревне находилась центральная усадьба колхоза «Локса».
В деревне находится кладбище хутора Пауна, внесённое к Государственный регистр памятников культуры Эстонии как .
В 1977—1997 годах частью Вихасоо была деревня Таммиспеа.